# پشت‌آتشی جاوه‌ای
پشت‌آتشی جاوه‌ای (نام علمی: Chrysocolaptes strictus) نام یک گونه از سرده پشت‌آتشی‌های خاوری‌تر است.